# Rawdangijn Dawaadalaj
Rawdangijn Dawaadalaj (mong. Равдангийн Даваадалай; ur. 20 marca 1954 w somonie Darwi) – mongolski judoka. Brązowy medalista olimpijski z Moskwy 1980 w wadze lekkiej
Piąty na mistrzostwach świata w 1981 roku. 

## Letnie Igrzyska Olimpijskie 1980
| Konkurencja | Eliminacje               | Eliminacje               | Eliminacje            | Finały             | Finały                 | Klas. końcowa |
| Konkurencja | Przeciwnik I             | Przeciwnik II            | 1/4                   | 1/2                | o 3 miejsce            | Miejsce       |
| ----------- | ------------------------ | ------------------------ | --------------------- | ------------------ | ---------------------- | ------------- |
| 71 kg       | Abdoulaye Diallo (GUI) Z | Tamaz Namgalauri (URS) Z | Ricardo Tuero (CUB) Z | Ezio Gamba (ITA) P | Christian Dyot (FRA) Z | 3.            |